# 祥符寺
祥符寺位於四川省绵竹市剑南街道，文物遺址年代判定為清。1996年9月16日公佈為四川省第四批省級文物保護單位。